# Copăceni, Vâlcea
Copăceni este un sat în comuna cu același nume din județul Vâlcea, Oltenia, România.

## Vezi și
- Biserica de lemn din Copăceni (Copăceni)

 Acest articol despre o localitate din județul Vâlcea este deocamdată un ciot. Puteți ajuta Wikipedia prin completarea lui.